# Nameless Gangster
Pour plus de détails, voir Fiche technique et Distribution.
Nameless Gangster (en coréen : 범죄와의 전쟁, Bumchoiwaui junjaeng) (ou encore: Nameless Gangster: Rules Of The Time ou Bumchoiwaui junjaeng: Nabbeunnomdeul jeonsungshidae) est un film de gangsters sud-coréen réalisé par Yoon Jong-bin, sorti en 2012. 
Le film est partiellement basé sur des faits et personnages historiques authentiques qui ont joué un rôle important dans la guerre contre le crime déclarée par l'ancien président Roh Tae-woo.

## Synopsis
Le film raconte l'histoire de l'agent des douanes un peu naïf et vulgaire Choi Ik-hyun (Choi Min-sik) qui découvre une cargaison de méthamphétamines dans le port de Busan en 1982. L'agent corrompu entre en contact avec des groupes de gangsters sud-coréens et japonais et devient un homme d'affaires important. Bientôt, il contrôle des boîtes de nuit, des casinos et des entreprises de la construction. Avec beaucoup de chance, il devient un criminel de haute gamme qui a beaucoup d'alliés et encore plus d'ennemis. Quand le gouvernement sud-coréen déclare la guerre contre le crime en 1990, il ne peut s'en échapper et se fait emprisonner. Il décide alors de dénoncer la plupart de ses partenaires pour sauver sa propre peau et devient le pion central des institutions gouvernementales et de la police dans la guerre contre le crime.

## Fiche technique
- Titre original : 범죄와의 전쟁
- Titre international : Nameless Gangster
- Réalisation et scénario : Yoon Jong-bin
- Musique : Jo Yeong-wook
- Photographie : Nak-seon Go
- Montage : Kim Sang-bum et Kim Jae-bum
- Production : Park Shin-gyoo et Yoo Jeong-hoon
- Sociétés de production : Palette Pictures et Showbox
- Société de distribution : Showbox
- Pays de production :  Corée du Sud
- Langue originale : coréen
- Format : couleur
- Genre : film de gangsters
- Durée : 133 minutes

## Distribution
- Choi Min-sik: Choi Ik-hyun, un agent des douanes puis un bras-droit des chefs de gang
- Ha Jeong-woo: Choi Hyung-bae, un chef de gang
- Jo Jin-woong: Kim Pan-ho, un chef de gang
- Kwak Do-won: Jo Beom-seok, un procureur
- Ma Dong-seok: Mr. Kim, le beau-frère de Choi Ik-hyun
- Kim Sung-kyun: Park Chang-woo, le bras-droit de Choi Hyung-bae
- Kim Jong-goo: Jo Bong-goo, un chef agent des douanes
- Kim Jong-soo: Mr. Jang, un agent des douanes
- Kwon Tae-won: Heo Sam-shik, un copropriétaire d'une boîte de nuit
- Kim Hye-eun: Ms. Yeo, une copropriétaire d'une boîte de nuit
- Kim Eung-soo: Choi Joo-dong, un procureur général
- Song Young-chang: Mr. Han, un avocat
- Takeshi Nakajima: Jaidoku Ganeyama, un chef yakuza
- Lee Cheol-min: un membre du gang de Choi Hyung-bae
- Go In-beom: Choi Moo-il
- Kim Young-seon: épouse de Choi Ik-hyun
- Park Byung-eun: Choi Joo-han, fils de Choi Ik-hyun

## Bande-sonore
La bande-sonore du film est sortie le 20 février 2012. Jo Yeong-wook, qui officie sur des films comme Public Enemy, Oldboy et Thirst, ceci est mon sang, est le directeur musical et compose 22 morceaux. Il inclut une ancienne chanson de K-pop qui reflète l'époque à laquelle se déroule l'histoire du film, I Heard a Rumor (풍문으로 들었소), qui a été interprétée dans les années 1980 par le groupe Hahm Joong-ah and the Yankees (함중아와 양키스).

### Morceaux
1. War on Crime Part 1 (범죄와의 전쟁 Part 1) – 2:33
2. Year 1982 (1982년) – 2:28
3. Ourselves (우리끼리) – 1:55
4. Thugs (양아치) – 2:53
5. Memories of a Beach (해변의 추억) – 4:03
6. Road (길) – 1:52
7. Gangsters (건달들) – 2:28
8. War on Crime Part 2 (범죄와의 전쟁 Part 2) – 2:16
9. Pedigree (족보) – 2:48
10. Road of the War – 1:45
11. Crossroad (교차로) – 2:38
12. Target (타겟) – 2:15
13. To Another World (또 다른 세상으로) – 3:02
14. Cold Wall (차가운 벽) – 1:33
15. God of Lobbying (로비의 신) – 2:03
16. War on Crime Part 3 (범죄와의 전쟁 Part 3) – 4:10
17. Profitable Suggestion (유익한 제안) – 2:52
18. Dead-end Road (막다른 길) – 2:05
19. War on Crime Part 4 (범죄와의 전쟁 Part 4) – 5:49
20. Sun Filled (태양은 가득히) – 1:54
21. In My Soul of Souls – 4:21
22. War on Crime Part 5 (범죄와의 전쟁 Part 5) – 2:44
23. I Heard a Rumor (풍문으로 들었소) – 3:16

## Réception
Le film a reçu des critiques généralement très favorables. Ses participants ont d'ailleurs remporté les prix suivants:
- Prix du meilleur nouveau acteur pour Kim Sung-kyun aux PaekSang Arts Awards en 2012
- Prix du meilleur acteur pour Choi Min-sik, prix du meilleur acteur de soutien pour Jo Jin-woong et prix du meilleur nouvel acteur pour Kim Sung-kyun aux Buil Film Awards en 2012
- Prix du meilleur acteur pour Choi Min-sik et "grande récommandation" aux Asia Pacific Screen Awards en 2012
- Prix du meilleur acteur pour Choi Min-sik, prix du meilleur scénario pour Yoon Jong-bin, prix pour la meilleure trame sonore pour Jo Yeong-wook et prix de popularité pour Ha Jeong-woo aux Blue Dragon Film Awards en 2012
- Prix du meilleur nouveau acteur pour Kim Sung-kyun aux Korean Culture and Entertainment Awards en 2012
- Prix du meilleur film aux Busan Film Critics Awards en 2012
- Prix du meilleur acteur pour Choi Min-sik aux KOFRA Film Awards en 2013